# Inteligencia artificial en Colombia
La Inteligencia Artificial o AI (por sus siglas en inglés) aplicada en Colombia, corresponde a la introducción y adopción de tecnologías GenAI existentes en los ámbitos empresariales, educativos, científicos y gubernamentales de esta nación suramericana, siendo los retos éticos, la principal preocupación del país que ha llevado a la proposición y discusión en su Congreso de la Ley de Inteligencia Artificial que busca regularla para garantizar su desarrollo ético y responsable, convirtiéndose en el primer marco regulatorio propuesto en América Latina.
Sin embargo, pese a que el país ya cuenta con una Ley de Protección de Datos Personales (Ley 1581 de 2012), la regulación de la Inteligencia Artificial en este país abre un debate sobre la confianza del sector productivo en su uso, así como de los ciudadanos al momento de entregar datos sensibles a través de estos sistemas, el no condicionamiento de su implementación basados en marcos establecidos en otros países que puedan llevar a restricciones que vayan en contravía de la legislación colombiana; así como aspectos positivos derivados de unas políticas claras y concisas que pruemuevan la capacitación y la implementación de innovación en entornos empresariales y gubernamentales.

## Posición de Colombia en su adopción
Actualmente, según el índice AI Readiness, desarrollado por Oxford Insights, detalla a Colombia en la posición #55 en el mundo (datos a 2024) con una calificación de 59.33, en implementación de la Inteligencia Artificial, siendo sus principales fortalezas:
- Visión estratégica del gobierno para su adopción en la nación.
- Data abierta y disponible para consulta de los ciudadanos.

Falencias o puntos a mejorar:
- Infraestructura entendida desde el acceso a internet y su cobertura así como la calidad y capacidad computacional como clouds y datacenters.
- Madurez en el grado de desarrollo de adopción en el Gobierno y sector público en general.

En este mismo índice, Estados Unidos obtuvo una calificación de 87.03 ocupando la posición #1. En América Latina, según este mismo índice, Colombia ocupa el cuarto lugar, superada por Brasil, Chile y Uruguay, siendo países que desde 2023, implementaron hoja de ruta para su adopción.
Específicamente hablando del sector empresarial de Colombia, se estima que la productividad en este país podría aumentar un 14% en los próximos años con la adopción de la Inteligencia Artificial, automatizando, de igual manera, el 3% de los procesos de grandes y medianas factorías instaladas en el país.
De acuerdo a información suministrada por el Departamento Administrativo Nacional de Estadística - DANE, en su encuesta ENTIC para el año 2024, del total de personas encuestadas, el 18% manifestó haber utilizado herramientas de Inteligencia Artificial. El 20.4% correspondió a personas que viven en ciudades o centros urbanos y el 8.1% a zonas rurales.

## Adopción en el país
De acuerdo a información suministrada por el Departamento Administrativo Nacional de Estadística - DANE, en su encuesta ENTIC del 2024, los departamentos de Colombia que más manifestaron los encuestados, usan Inteligencia Artificial son:
1. Bogotá: 25,2
2. Santander: 25
3. Quindío: 24,7
4. Atlántico: 23,8
5. Caldas: 22

La principal actividad que realizan los colombianos al momento de utilizar la Inteligencia Artificial son: consultas y traducción, realizar tareas profesionales o académicas.
Según la misma Encuesta de ENTIC del año 2024, el % de empresas del sector manufacturero que usan Inteligencia Artificial en Colombia se desglosa de la siguiente forma:
1. Bogotá: 28,8%
2. Antioquia: 22,3%
3. Valle del Cauca: 10,8%
4. Cundinamarca: 9,4%
5. Atlántico: 7%